# Aigues-Juntes
Aigues-Juntes település Franciaországban, Ariège megyében. Lakosainak száma 59 fő (2022. január 1.). Aigues-Juntes La Bastide-de-Sérou, Baulou, Cadarcet, Cazaux, Gabre és Montégut-Plantaurel községekkel határos.

## Népesség
A település népességének változása:
| Lakosok száma | 81   | 59   | 42   | 40   | 53   | 64   | 67   | 60   | 57   | 59   |
|               | 1968 | 1982 | 1990 | 2006 | 2013 | 2015 | 2017 | 2019 | 2020 | 2022 |